# Podium voor tijdelijke kunst
Het Podium voor tijdelijke kunst is een artistiek kunstwerk in het Vondelpark, Amsterdam-Zuid. Het ligt nabij de toegang Vondelstraat tegenover 164.
Het podium in de vorm van een grote hardstenen schijf werd in 2011 geplaatst naar een ontwerp van landschapsarchitecten Quirijn Verhoog en Arno Heemskerk. Zij waren rond 2007 verantwoordelijk voor een flinke opknapbeurt van de Slurf; het deel van het Vondelpark tussen Stadhouderskade en de Vondelbrug. Zij wilden met die schijf plaats geven aan spontane optredens door bezoekers van het park. In de rand is de tekst U, NU uitgespaard; het kortste gedicht van Joost van den Vondel, naamgever van het park.